# Albert Debrunner
Johann Albert Debrunner (* 8. Februar 1884 in Basel; † 2. Februar 1958 in Bern) war ein Schweizer Indogermanist, Gräzist und Sprachwissenschaftler.

## Leben
Albert Debrunner studierte in Basel bei Ferdinand Sommer und Alfred Körte sowie in Göttingen bei Friedrich Leo und Jacob Wackernagel. Die Promotion erfolgte 1907. Im selben Jahr legte er das Mittelschuldiplom ab. Es folgte eine Tätigkeit als Schullehrer in Schiers, Basel und Zürich. In dieser Zeit begann er mit der Überarbeitung der „Grammatik des neutestamentlichen Griechisch“ von Friedrich Blass.
1912 heiratete Debrunner die Lehrertochter Martha Rudin. Aus der Ehe gingen zunächst vier Töchter und dann ein Sohn, der spätere Historiker und Theologe Hans Werner Debrunner, hervor.
Debrunners Habilitation erfolgte 1917. Danach lehrte er als Privatdozent für Vergleichende Sprachwissenschaft in Zürich und wurde 1918 ausserordentlicher Professor an der Universität Greifswald. 1920 wurde er ordentlicher Professor in Bern. 1925 lehrte er als Dozent in Jena. Dort wurde er im Februar 1935 von seinem Lehramt entbunden.
1935 kehrte Debrunner in einem „spektakulären“ Lehrstuhltausch mit dem wegen nationalsozialistischer Aktivitäten entlassenen Walter Porzig nach Bern zurück und wurde dort Ordinarius für Indogermanische Sprachwissenschaften und Klassische Philologie. Nach dem Tod Eduard Schwyzers 1943 besorgte er die Fertigstellung von dessen „Griechischer Grammatik“ im Rahmen des Handbuchs der Altertumswissenschaft.
Von 1940 bis 1949 übernahm er über seine Lehrtätigkeit in Bern hinaus auch den Unterricht in Sprachwissenschaft an der Universität Basel. Die Emeritierung erfolgte 1954. Seit 1948 war er korrespondierendes Mitglied der Bayerischen Akademie der Wissenschaften.
Debrunner gilt mit über 600 publizierten Titeln als einer der produktivsten Indogermanisten des 20. Jahrhunderts, wobei besonders seine Arbeiten zum hellenistischen Griechisch immer noch als Standardreferenzwerke dienen. Darüber hinaus setzte er sich für die Beschäftigung von Sprachwissenschaftlern mit künstlichen Sprachen ein (siehe auch International Auxiliary Language Association).

## Werke
- Die Sprache der Hethiter – Akademische Antrittsvorlesung, gehalten in Bern den 29. Januar 1921 (Archive.org)
- Friedrich Blass’ Grammatik des neutestamentlichen Griechisch. 4., völlig neugearb. Aufl., Vandenhoeck & Ruprecht, Göttingen 1913
- Griechische Wortbildungslehre. C. Winter, Heidelberg 1917
- Friedrich Stolz († 1915) Geschichte der Lateinische Sprache. Völlig neubearb. Aufl. 1922
- Griechische Grammatik, Bd. 2: Syntax und syntaktische Stilistik. C.H. Beck’sche Verlagsbuchhandlung, München 1950
- Altindische Grammatik, Bd. II/2: Die Nominalsuffixe. Vandenhoeck & Ruprecht, Göttingen 1954